# 4115 Peternorton
4115 Peternorton eller 1982 QS3 är en asteroid i huvudbältet som upptäcktes den 29 augusti 1982 av den rysk-sovjetiske astronomen Nikolaj Tjernych vid Krims astrofysiska observatorium på Krim. Den har fått sitt namn efter amerikanen Peter Norton.
Asteroiden har en diameter på ungefär 9 kilometer och den tillhör asteroidgruppen Eos.